# Shoah au Luxembourg
La Shoah au Luxembourg recouvre les persécutions, les déportations et l'assassinat subis par les Juifs durant la Seconde Guerre mondiale au Luxembourg.

## Invasion du Luxembourg
Le 10 mai 1940, l'Allemagne nazie mettant en œuvre son Plan Jaune (Fall Gelb), viole la neutralité du Luxembourg et envahit son territoire. La grande-duchesse Charlotte et le gouvernement Dupong fuient vers la France puis l'Angleterre. Les nazis considèrent que le territoire du Luxembourg fait partie intégrante du Grand Reich allemand et l'annexent officiellement en août 1942. La jeunesse luxembourgeoise est alors enrôlée de force dans les unités allemandes. Ceci déclenche des grèves qui sont durement réprimées par l'occupant. De nombreux Luxembourgeois rallient Londres pour servir aux côtés des Belges dans la Brigade Piron. Après avoir placé le pays sous une administration militaire, Hitler nomme un gauleiter à la tête du Gau de Coblence-Trèves (Gau Koblenz-Trier), Gustav Simon. Il prend ses fonctions le 25 juillet 1940. En septembre, les premières ordonnances antisémites entrent en vigueur.

## Populations juives au 10 mai 1940
La part de la population juive au Luxembourg en 1940 est difficile à estimer, le dernier recensement de la population remontant au 31 décembre 1935. À cette époque, 3 144 personnes étaient réputées être de confession israélite dont 870 citoyens luxembourgeois, soit 1,1 % de la population luxembourgeoise de 1935. En 2009, une commission est chargée d'établir de la manière la plus précise possible cette population au 10 mai 1940. Elle établit ainsi un fichier reprenant entre autres les noms, prénoms, domicile, lieu de déportation et le cas échéant, la date de décès ou la survivance à la guerre. L'objectif est de retrouver les ayants droit en vue de restituer les avoirs spoliés par les nazis.
| Populations juives       | 1935   | 1935 | 1940   | 1940 |
| ------------------------ | ------ | ---- | ------ | ---- |
|                          | Nombre | %    | Nombre | %    |
| Juifs luxembourgeois     | 870    | 27,7 | 1005   | 25,7 |
| Juifs non-luxembourgeois | 2274   | 72,3 | 2902   | 74,3 |
| Total                    | 3144   | 100  | 3907   | 100  |

Cette étude revoit un peu à la hausse les estimations de Paul Cerf (lb) de 1986 qui mentionne le chiffre de 3700 Juifs et est compatible avec les vues de Georges Als qui situe la population juive entre 3 500 et 4 000 personnes dont 1 005 ressortissants luxembourgeois.
Du 8 août 1940 au 15 octobre 1941 (date à laquelle les Allemands interdisent l'émigration), environ 2 500 Juifs ont quitté le territoire pour gagner la zone libre de la France, la Suisse et d'autres territoires laissés libres par l'occupant. Plus de 500 d'entre eux sont repris et déportés via la France ou la Belgique.

## CdZ-Gebiet Luxemburg
Du 10 mai au 25 juillet 1940, le Luxembourg avait tout d'abord été placé sous une administration militaire (Militärverwaltung) dirigée par Walter von Reichenau. Le 25 juillet 1940 le Gauleiter Gustav Simon est nommé et le Luxembourg est placé sous son administration civile (CdZ-Gebiet Luxemburg (de)). Gustav Simon dépend de l'administration militaire à Bruxelles. Le Luxembourg est alors rattaché au district de Trèves, dirigé par Heinrich Christian Siekmeier (de).

## Ordonnances allemandes et mesures antisémites

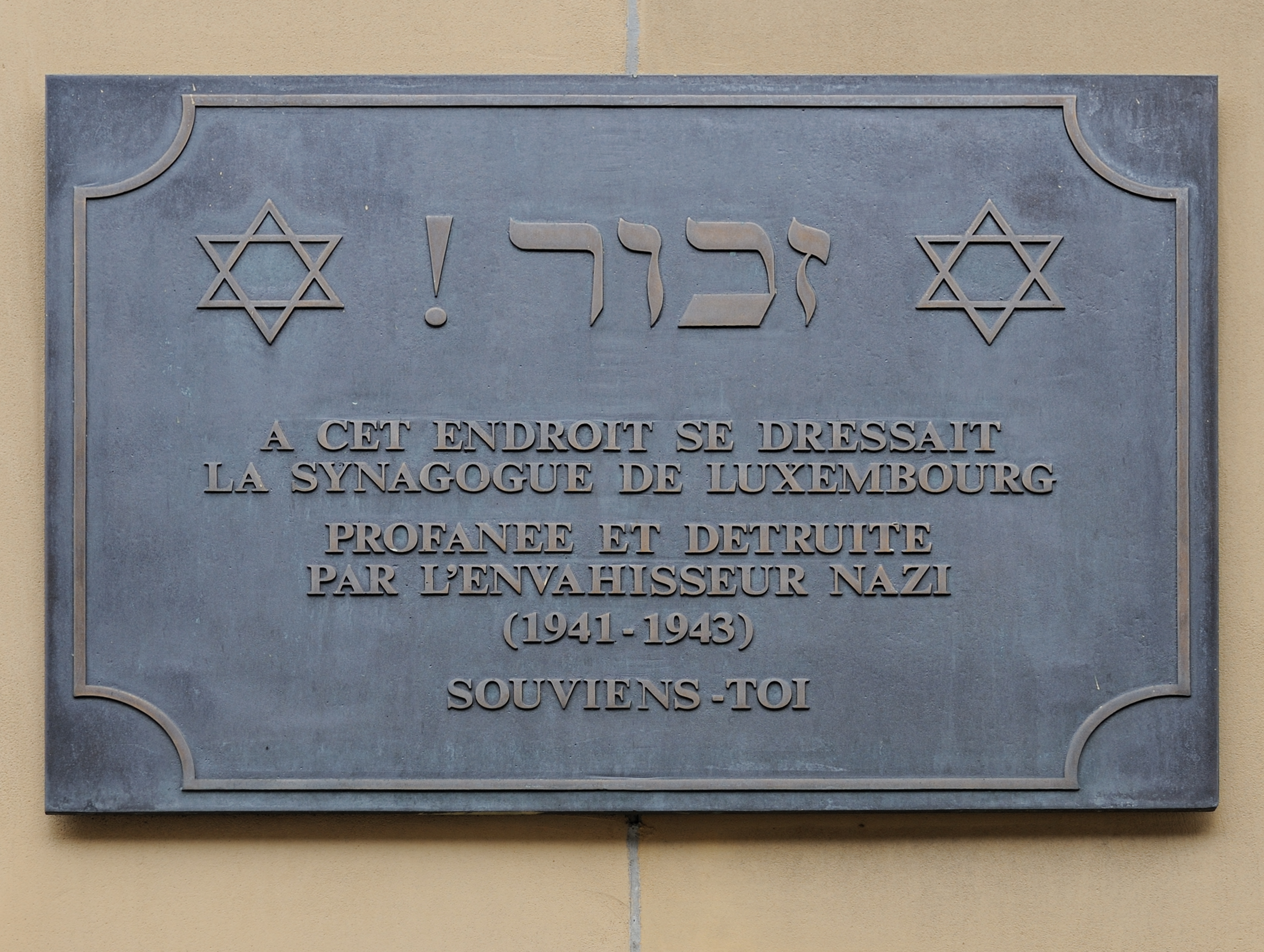
Plaque commémorative à l'emplacement de l'ancienne synagogue de Luxembourg détruite en 1943.

Le 5 septembre 1940, le gauleiter Gustav Simon fait paraître des ordonnances par lesquelles le Luxembourg se voit appliquer les lois de Nuremberg de 1935 et les mesures économiques anti-juives de 1938. La Gestapo somme les Juifs de quitter le territoire dans les quinze jours. Néanmoins, la mesure n'est finalement pas adoptée à la suite de l'intervention du Consistoire israélite de Luxembourg, qui propose de se charger de l'émigration des Juifs. Le 19 septembre 1940, de nouvelles ordonnances concernent les avoirs des Juifs, d'abord l'or et les titres puis le 1er octobre, l'argent liquide qu'ils doivent déposer dans certaines banques. Ils ne peuvent retirer que 250 reichsmarks par mois. En décembre 1940 est instaurée l’Abteilung IV A (Juden und Emigrantenvermörgen) dépendant directement du RSHA à Berlin. Le 7 février 1941, les biens des Juifs ayant émigré sont saisis avec effet rétroactif pour les familles ayant quitté le territoire depuis le 10 mai 1940. Le 18 avril 1941, la spoliation concerne également les Juifs résidant encore sur le territoire. Le 3 juin 1941, la synagogue d'Esch-sur-Alzette est démolie. En juillet, la synagogue de Luxembourg est profanée (elle est détruite en 1943). Le 29 juillet 1941, une nouvelle ordonnance exclut totalement les Juifs de la sphère publique. Ils doivent porter un brassard jaune au bras gauche.

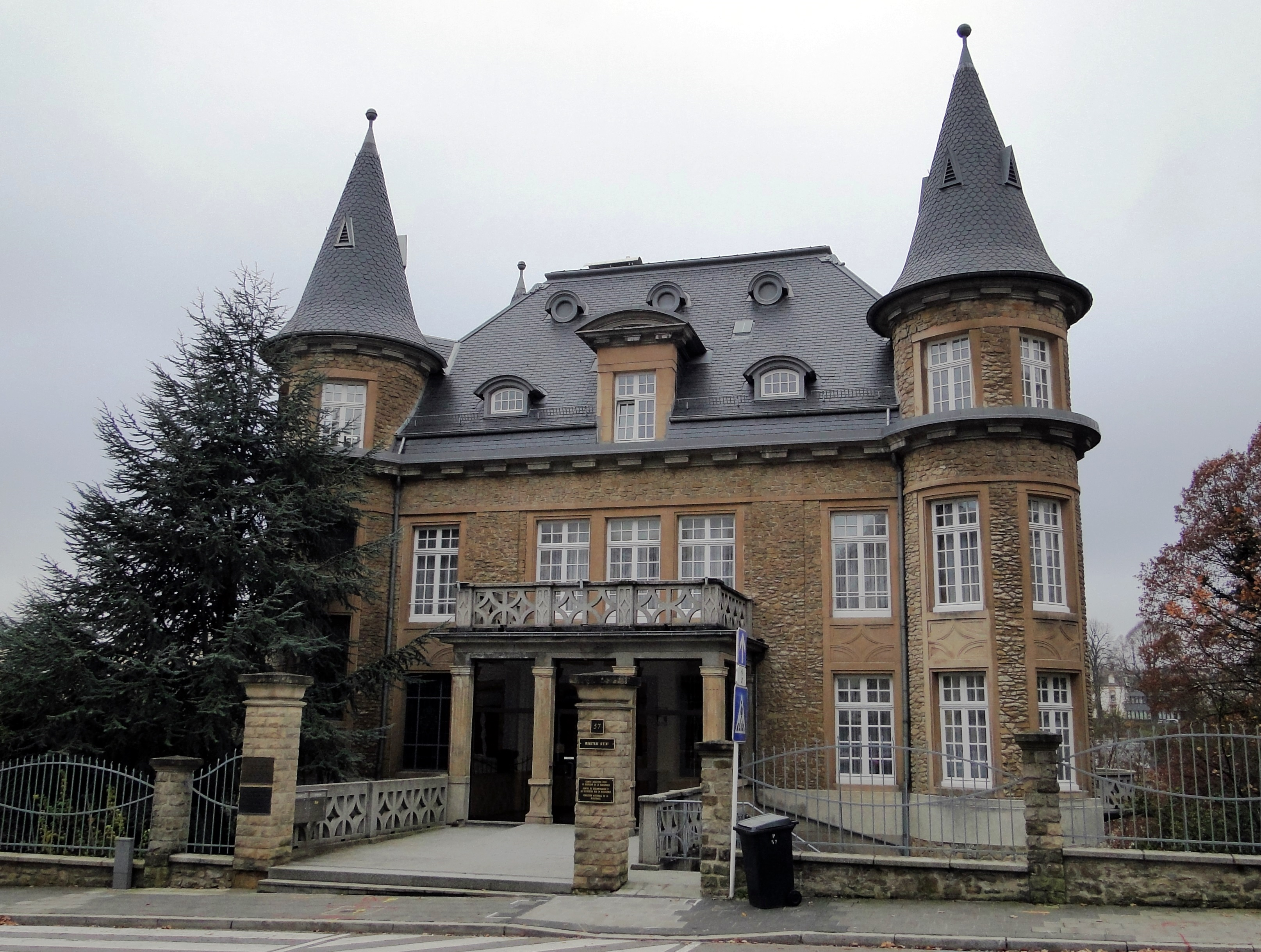
Villa Pauly, siège de la Gestapo, boulevard de la Pétrusse à Luxembourg.

En août 1941, la Gestapo, qui avait expulsé la communauté et transformé le couvent de Cinqfontaines (Fünfbrunnen), y ouvre une maison de triage et de rassemblement pour les juifs du Luxembourg avant de les déporter dans les ghettos et centres de mise à mort de Theresienstadt, Litzmannstadt, Sobibor et Auschwitz. La Jüdisches Altersheim (maison de retraite juive), comme la désignait l'occupant, ne pouvait contenir qu'une centaine de personnes. Très vite, elle accueille 400 personnes, pour la plupart âgées et malades.
Le 4 septembre 1941, cent Juifs sont envoyés aux travaux forcés dans des carrières à Nennig, sur les chantiers de l'autoroute de l'Eifel ou dans les usines Paul Wurth.
Le 14 octobre 1941, le port de l'étoile juive leur est imposé. Le 15, sur ordre d'Heinrich Himmler, il ne leur est désormais plus possible d'émigrer.
Le 16 octobre 1941, le premier convoi de la déportation des Juifs du Luxembourg quitte le territoire pour le ghetto de Łódź. Le lendemain, la presse de propagande nazie déclare le pays judenfrei. Six autres convois quittent le Luxembourg, jusqu'au 17 juin 1943, date du dernier convoi vers Theresienstadt. 475 juifs ont été déportés via Drancy et 90 via le camp de rassemblement de Malines. Au total, 1289 personnes sont déportées, seules 69 survivent à la guerre.

## Convois de la déportation des Juifs du Luxembourg

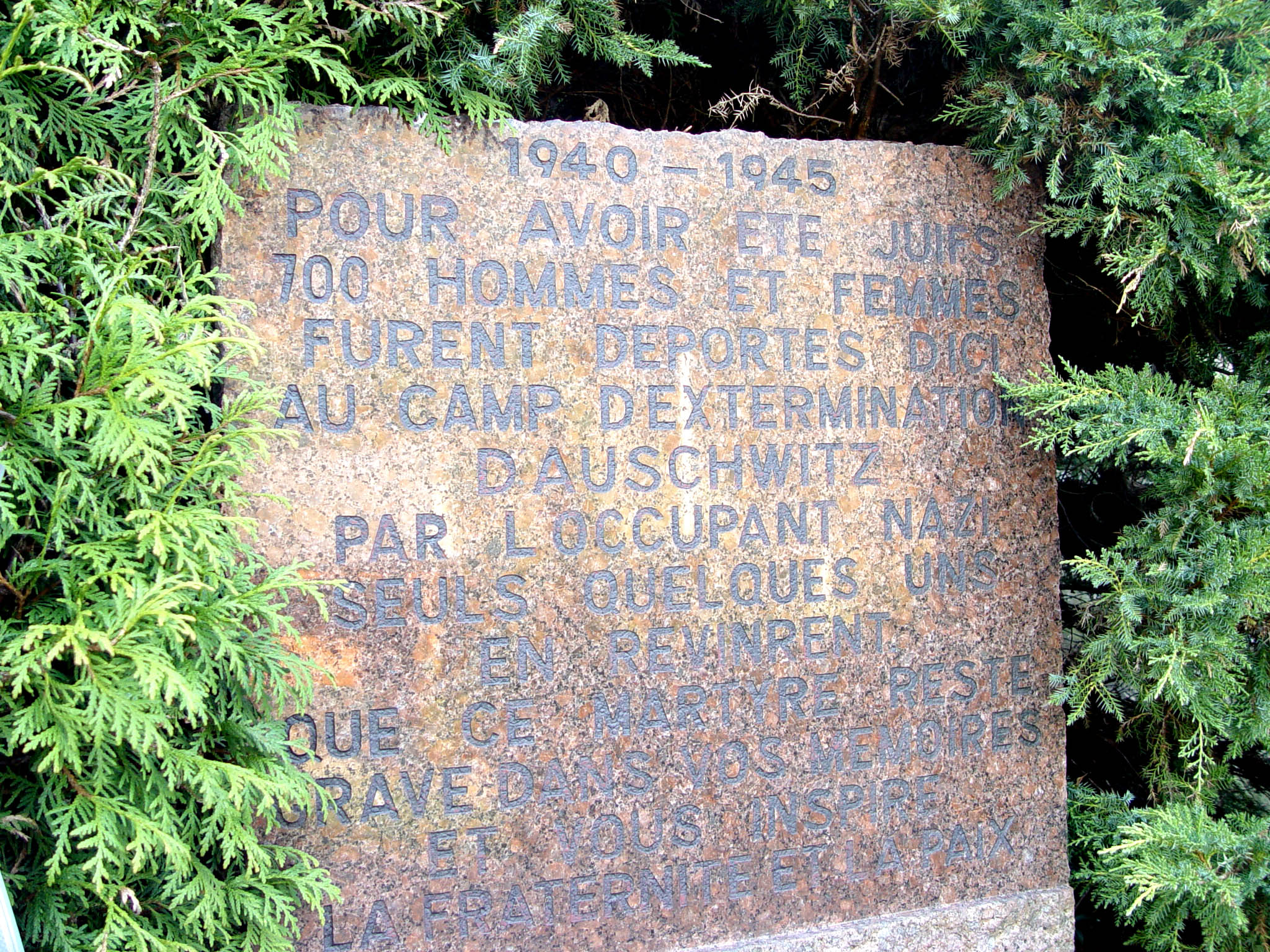
Monument commémoratif à Cinqfontaines.

| N° | Date des convois au départ du Luxembourg               | Déportés | Survivants | Destination                 |
| -- | ------------------------------------------------------ | -------- | ---------- | --------------------------- |
| 1  | 16 octobre 1941                                        | 327      | 12         | Ghetto de Łódź puis Chełmno |
| 2  | 23 avril 1942                                          | 24       | 0          | Izbica (Lublin)             |
| 3  | 12 juillet 1942                                        | 24       | 0          | Auschwitz                   |
| 4  | 26 juillet 1942                                        | 24       | 2          | Theresienstadt              |
| 5  | 28 juillet 1942                                        | 157      | 11         | Theresienstadt              |
| 6  | 6 avril 1943                                           | 99       | 18         | Theresienstadt              |
| 7  | 17 juin 1943                                           | 9        | 1          | Theresienstadt              |
|    | Total                                                  | 664      | 44         |                             |
| +  | Juifs déportés via Drancy                              | 475      | 20         |                             |
| +  | Juifs déportés via le Camp de rassemblement de Malines | 90       | 5          | Auschwitz                   |
| +  | Déportés hors convois                                  | 13       | 0          |                             |
| +  | Disparus                                               | 47       | 0          |                             |
|    | Total général                                          | 1 289    | 69         |                             |

## Libération
Le Luxembourg est libéré par les alliés le 9 septembre 1944. Des 1289 déportés juifs, on ne dénombre que 69 survivants à l'issue de la guerre. Des recherches récentes de l'université du Luxembourg démontrent que le retour des juifs non luxembourgeois était souvent refusé .

## Procès et jugements
A la fin de la guerre, la justice luxembourgeoise ouvre 162 procès pour juger les criminels nazis. Il y a 44 condamnations à mort, 15 acquittements et 103 renvois. 5242 faits de collaboration font l'objet de poursuites par les tribunaux luxembourgeois et dans douze cas, la condamnation à mort est prononcée.
Gustav Simon est arrêté le 10 décembre 1945. Il est incarcéré à la prison de Paderborn en attente de son transfert et de son procès pour crimes de guerre au Luxembourg. Pour échapper à la justice, il se pend dans sa cellule le 18 décembre 1945. Sa dépouille est ramenée au Luxembourg pour identification. Son adjoint Heinrich Christian Siekmeier (de) est condamné à sept années de réclusion. Fritz Hartmann (de), le chef de l'Einsatzkommando de la police de sécurité du service de sécurité à Luxembourg est condamné à mort, gracié et renvoyé en Allemagne en 1957 ; son adjoint Walther Runge est condamné à mort par contumace et n'est jamais inquiété. Josef Ackermann, qui était responsable de l'aryanisation, est reconnu coupable et libéré dans les années 1950.
Richard Hengst (1903-1982), commissaire de la ville de Luxembourg (Stadtkommissar der Stadt Luxemburg) de décembre 1940 à juillet 1943, était responsable de la police et le Sicherheitsdienst. Il est arrêté le 10 mai 1945 par les Soviétiques et emprisonné, puis libéré en raison de ses blessures de guerre en septembre 1945. Le Luxembourg ne le poursuit pas.

## Responsabilités et reconnaissances officielles
En 2009, sous la présidence de Paul Dostert (lb), une commission spéciale pour l'étude des spoliations des biens juifs au Luxembourg pendant les années de guerre 1940-1945 remet son rapport. Il ne fait qu'effleurer une éventuelle collaboration de l'appareil administratif resté en place tandis que le gouvernement optait pour l'exil.

En 2011, Vincent Artuso défend une thèse de doctorat au Luxembourg et à la Sorbonne à Paris. Il transmet également un rapport final à Xavier Bettel. Vincent Artuso met en exergue 

« le rôle et la «lourde responsabilité» de la Commission administrative (CdZ) qui, après l’exil du gouvernement et de la famille grand-ducale ayant rejoint les Alliés en mai 1940, ne se considérait pas comme «le représentant» de ce dernier mais comme son «successeur». »

À la suite de ce rapport, le gouvernement luxembourgeois présente officiellement ses excuses à la communauté juive  en 2015.
Le déni de la Shoah est désormais une infraction pénale au Luxembourg (art. 457-3 du code pénal).
Le 27 janvier 2021 le Gouvernement luxembourgeois signa un accord avec le Consistoire Israélite et la World Jewish Restitution Organization  qui a comme objectif de régulariser les questions non résolues au niveau des spoliations des juifs au Luxembourg dans lequel l'Etat s'engage entre autres à acquérir et à sauvegarder le Couvent de Cinqfontaines pour y créer un centre éducatif et de commémoration de la shoah .

## Commémorations

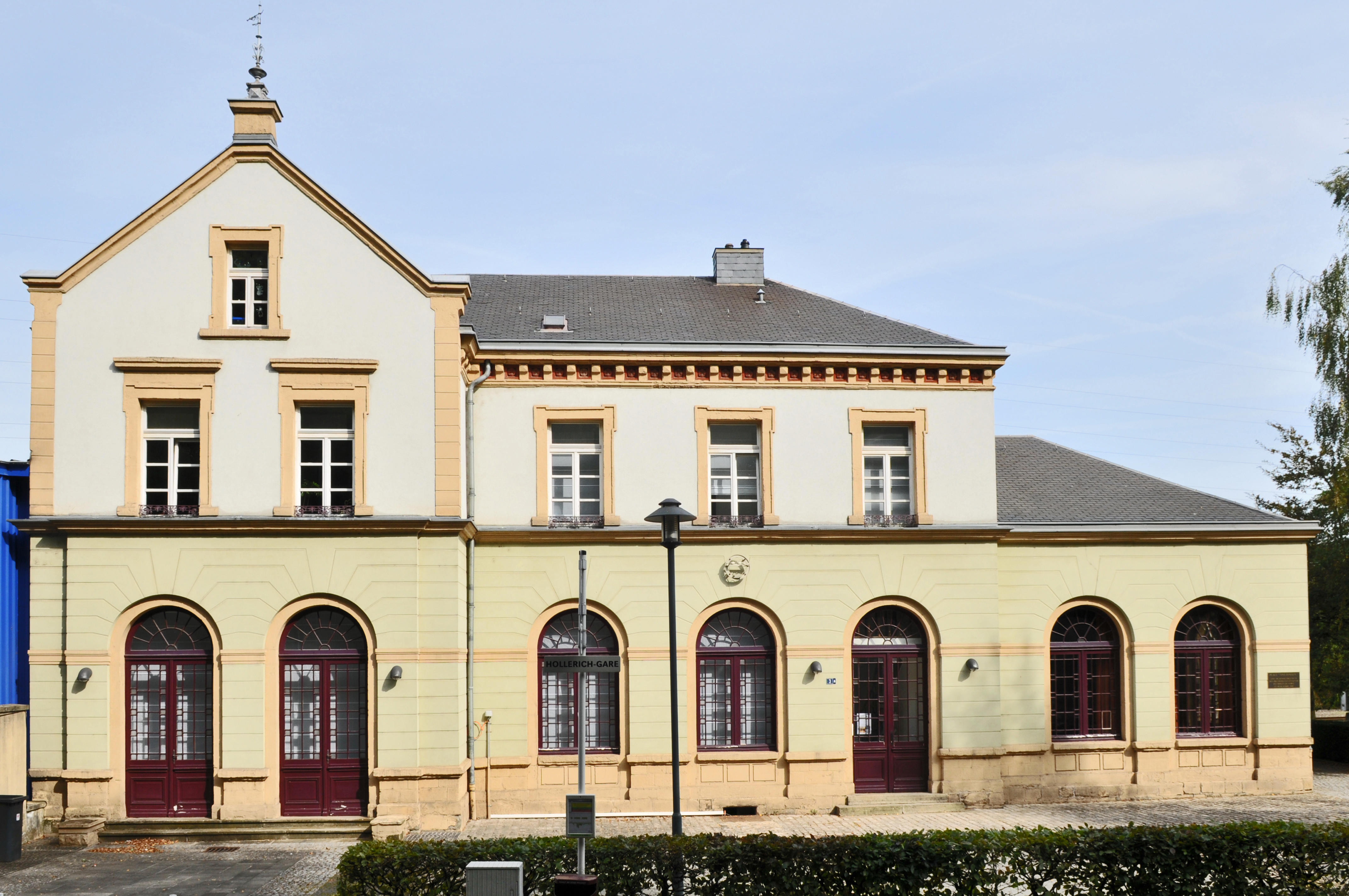
Mémorial de la déportation à Hollerich.

Depuis 2007, le ministère de l'éducation luxembourgeois organise en janvier un événement commémoratif relatif à la shoah dans toutes les écoles, mission confiée depuis 2022 au Zentrum fir politesch Bildung (Zpb).Depuis 2009, le Luxembourg comme la plupart des pays européens commémore le souvenir des victimes de la Shoah le 27 janvier, date de la libération d'Auschwitz. cette commémoration avait lieu pendant 6 ans à la gare de Hollerich , endroit qui n'avait pas de rapport avec la shoah  , mais est  dédié , comme le Monument National de la Déportation" adjacant avant tout à la "déportation militaire " des enrôlés de force .Depuis plus de 20 ans l'association "Témoins de la Deuxième Génération" organise des voyages à Auschwitz. Le 16 octobre 2016 avait lieu - en présence de Grand-Duc et un grand nombre d'autorités une cérémonie commémorant la première fois le train de déportation de Luxembourg-gare centrale à Litzmannstadt (Lodz)  avec 323 juifs , rejoints par 189 juifs de la région de Trêves . Cette cérémonie se répète depuis annuellement dans un contexte transfrontalier organisée par "grenzenlos gedenken" dans toutes les gares d'où les juifs embarquaient .
Depuis 2013 l'asbl MemoShoah initiée par Henri Juda , organise des expositions , conférences et cérémonies de mémoire dans différentes communes du pays .  Une centaine de pierres de mémoire ont été posés sur leur initiative. Néanmoins de graves discussions eurent lieu dans la cité de Junglinster quand l'artiste Demnich posa ensemble avec des pierres pour victimes de la shoah  des pierres pour des soldats enrôlés de force .   
Sur initiative de l'amicale des survivants du camp d'Auschwitz , le 6 juillet 1969, un mémorial réalisé par le sculpteur Wercollier  est inauguré à Cinqfontaines en mémoire des victimes de la Shoah. Des commémorations y sont organisées chaque premier dimanche de juillet. Ce n'est que depuis  le 17.6.2018 que Luxembourg a son propre mémorial de la shoah , inauguré par LL.AA.RR le Grand-Duc et la Grand-Duchesse il a été réalisé par l'artiste Shlomo Selinger et porte le nom "monument kadish"
Depuis 2003, le Luxembourg fait partie de l'Organisation internationale de coopération pour la perpétuation et l'étude de l'holocauste (ITF).(IHRA) dont Luxembourg tenait la présidence en 2019-20

## Témoins de la Shoah au Luxembourg
- Alfred Oppenheimer (lb), il témoigne au procès d'Eichmann en 1961[13]
- Robert Serebrenik (lb), rabbin, témognage écrit pour le procès d'Eichmann.
- Jeanne Salomon épouse Ingwer, épouse Juda . survivante d'Auschwitz , témoin lors du  second procès d'Auschwitz à Francfort.
- Gert Klestadt , survivant du camp de Bergen-Belsen.
- Josy Schlang , survivant d'Auschwitz.

### Juste parmi les nations
Le 14 juillet 1970, Victor Bodson, ancien ministre de la justice et président de la Chambre des députés luxembourgeois a été reconnu Juste parmi les nations par l'Institut Yad Vashem. Durant la Seconde Guerre mondiale, il a mis en place une filière d'évasion qui permit de sauver une centaine de Juifs. Il est le seul Luxembourgeois à avoir reçu cette reconnaissance.